# Надежда Станчова
Надежда Димитрова Станчова, с фамилия по съпруг Мюър (Muir), е първата българска дипломатка, а чрез женитбата си с лорд Мюър става британска благородничка. Журналистка.

## Биография
Родена е на 17 януари 1894 година или 1897 г. в София. Дъщеря е на българския политик и дипломат Димитър Станчов и френската графиня Анна Александрова дьо Сен Кристоф, придворна дама на княгиня Мария-Луиза и царица Елеонора. Учи в Париж.
Придружавайки баща си Димитър Станчов в Санкт Петербург, Рим, Париж и Лондон, получава възможност да се запознае с особености на дипломацията.
Надежда Станчова научава перфектно 8 езика и се отдава на дипломатическото поприще. Вероятно е първата европейска дипломатка.
Тя е секретар-преводач на българската делегация за подписването на Ньойския договор. Тогавашният  министър-председател Александър Стамболийски често я използва като преводач при участията си в международни конференции и посещения в чужбина; шегувал се, че можела да пази тайна на всичките 8 езика, които говорела. След като Стамболийски е убит след Деветоюнския преврат през 1923 г., в знак на протест Надежда Станчова подава оставка като първи секретар в българската легация във Вашингтон.
Според Мари Фиркатиан от Хилиър Колидж, която има изключителен достъп до частната кореспонденция на сем. Станчови, Надежда е работила като журналистка и продуцентка в Би Би Си.
Омъжва се за шотландския лорд Александър Мюър през 1924 г. Пътува много в чужбина със съпруга си, който притежава плантации за кафе и чай в Южна Америка и Индия.
Работи за британското министерство на външните работи и за Обществото на нациите (League of Nations) в Лондон.
Лейди Надежда Мюър играе посредническа роля за уреждането на визитата на цар Борис III и царица Йоанна в британското кралско имение Балморал в Шотландия през 1938 г..
По време на Втората световна война лейди Мюър превръща родовото имение Блеър Дръмънд (Blair Drummond), област Стърлинг, Шотландия в болница за възстановяващи се британски войници.
Написва за баща си книгата „Димитър Станчов – патриот и космополит“, издадена в Лондон малко преди смъртта ѝ. Умира в Лондон на 15 април 1957 г. Погребана е в гробището на селището Блеър Дръмънд (Blair Drummond Cemetery) край градчето Дун (Doune), област Стърлинг. Лейди Надежда Мюър не оставя потомци.
Надежда Станчова е включена в „Енциклопедия за известни жени“ на Джийн Блекшвилд, издадена в гр. Вашингтон, САЩ.